# Xã Sioux, Quận McKenzie, Bắc Dakota
Xã Sioux (tiếng Anh: Sioux Township) là một xã thuộc quận McKenzie, tiểu bang Bắc Dakota, Hoa Kỳ. Năm 2010, dân số của xã này là 108 người.